# Trimezia
Trimezia Salisb. ex Herb. – rodzaj roślin należący do rodziny kosaćcowatych (Iridaceae), obejmujący 75 gatunków występujących w Meksyku i na Florydzie w Ameryce Północnej, w Ameryce Środkowej oraz w północnej i zachodniej Ameryce Południowej sięgając do Argentyny, Urugwaju i Paragwaju. Kilka gatunków (Trimezia martinicensis, T. northiana i T. steyermarkii) zostało introdukowanych poza obszarem naturalnego występowania, m.in. na Hawaje, Jamajkę, Mauritius, Portoryko i Reunion oraz na Półwysep Malajski. 

## Morfologia

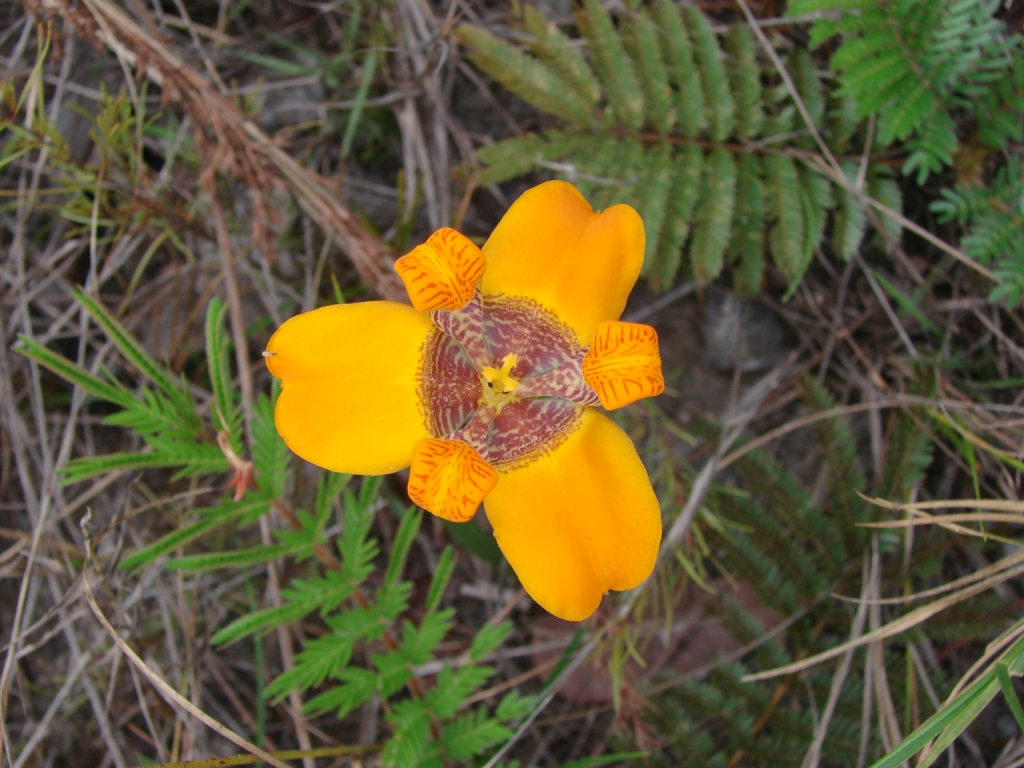
T. juncifolia

PokrójMałe i duże wieloletnie rośliny zielne, wiecznie zielone lub przechodzące okres spoczynku.
PędyPodziemne, wyprostowane kłącze czasem pokryte brązowawymi, mięsistymi lub czasami kleistymi pozostałościami starych nasad liści. Pęd kwiatostanowy wyprostowany, prosty lub rozgałęziony, czasami spłaszczony.
LiścieLiście odziomkowe, o długości do 30 cm, zebrane po 4–6 w dwurzędowy wachlarz. Blaszki liściowe lancetowate do równowąskich lub okrągłych na przekroju.
KwiatyRośliny tworzą od 4 do 5 kwiatów, ale zwykle tylko jeden jest otwarty. Kwiaty wyrastają z kilku pochwiastych liści przykwiatowych. Listki okwiatu położone w zewnętrznym okółku są zwykle jasnożółte z kilkoma brązowymi plamkami i innymi wzorami u nasady, zaokrąglone, wolne, o długości do 2,5 cm i o połowę mniejszej szerokości. Listki położone w wewnętrznym okółku są znacznie węższe i krótsze, o różnych odcieniach żółtego i brązowego, pasiaste, wygięte w dół, z elajoforami w dolnej połowie, częściowo zakrytymi fałdami. Trzy pręciki wzniesione, otaczające słupek. Nitki pręcików wolne, zgrubiałe w dolnej części, powyżej smukłe. Pylniki przyrośnięte do łatek szyjki słupka. Szyjka słupka rozwidlająca się na trzy łatki, każda zakończona parą zaostrzonych grzebieni oraz odosiowo i poprzecznie położonym znamieniem lub dwuklapowa to ściętej.
OwoceTorebki kuliste do cylindrycznych, ścięte, zawierające kanciaste nasiona.

## Biologia
RozwójGeofity ryzomowe. Kwitną przez długi okres rozpoczynający się w kwietniu, przy czym większość kwiatów pojawia się na wiosnę, następne zaś sporadycznie w ciągu roku. Niektóre gatunki są żyworodne. Rozmnóżki powstają na starych kwiatostanach.
GenetykaLiczba chromosomów 2n = 10.

## Systematyka

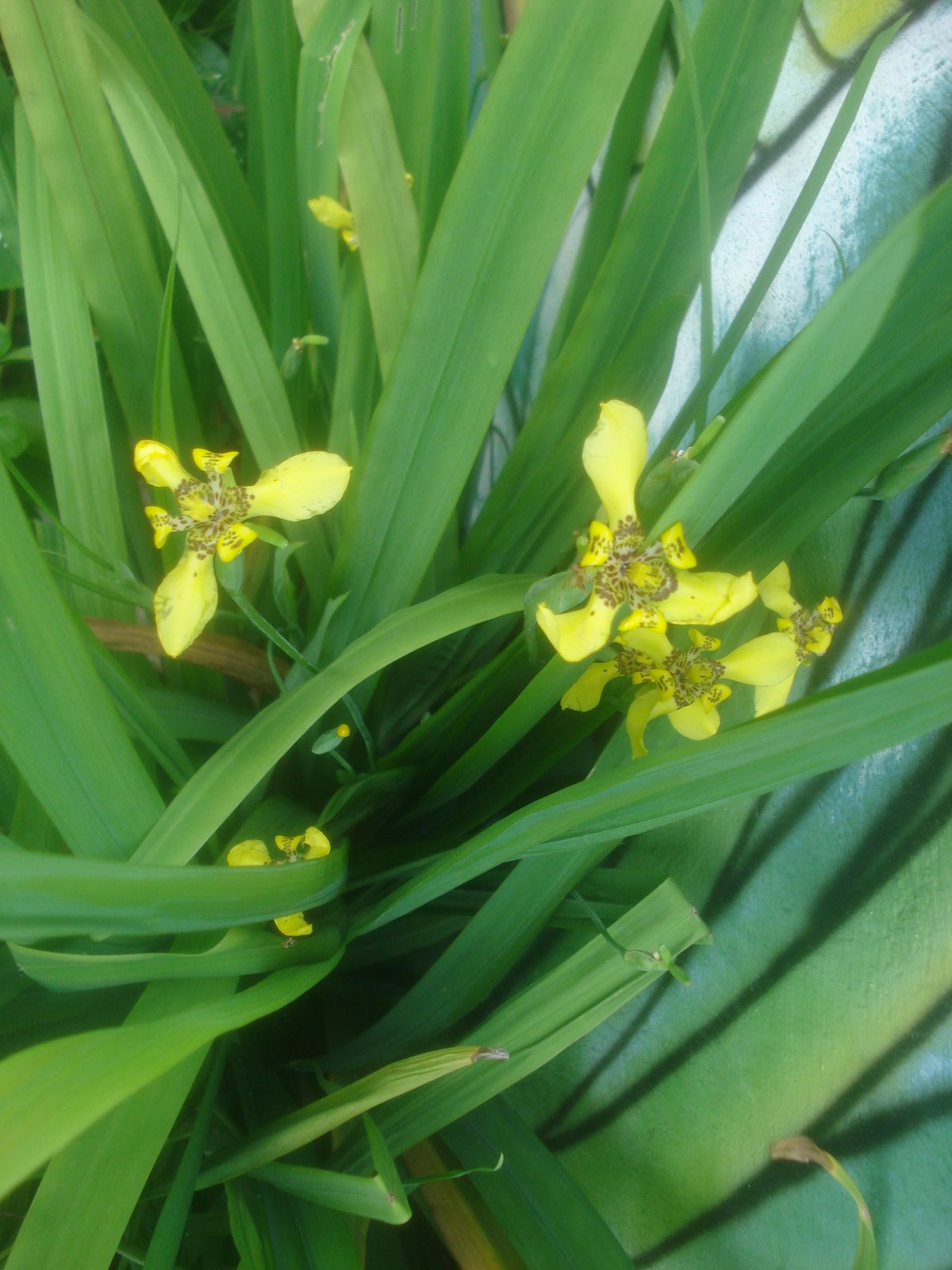
T. fosteriana

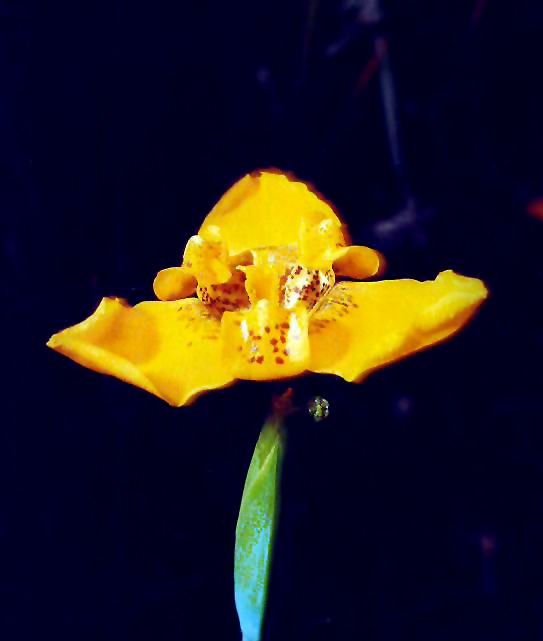
T. chimantensis

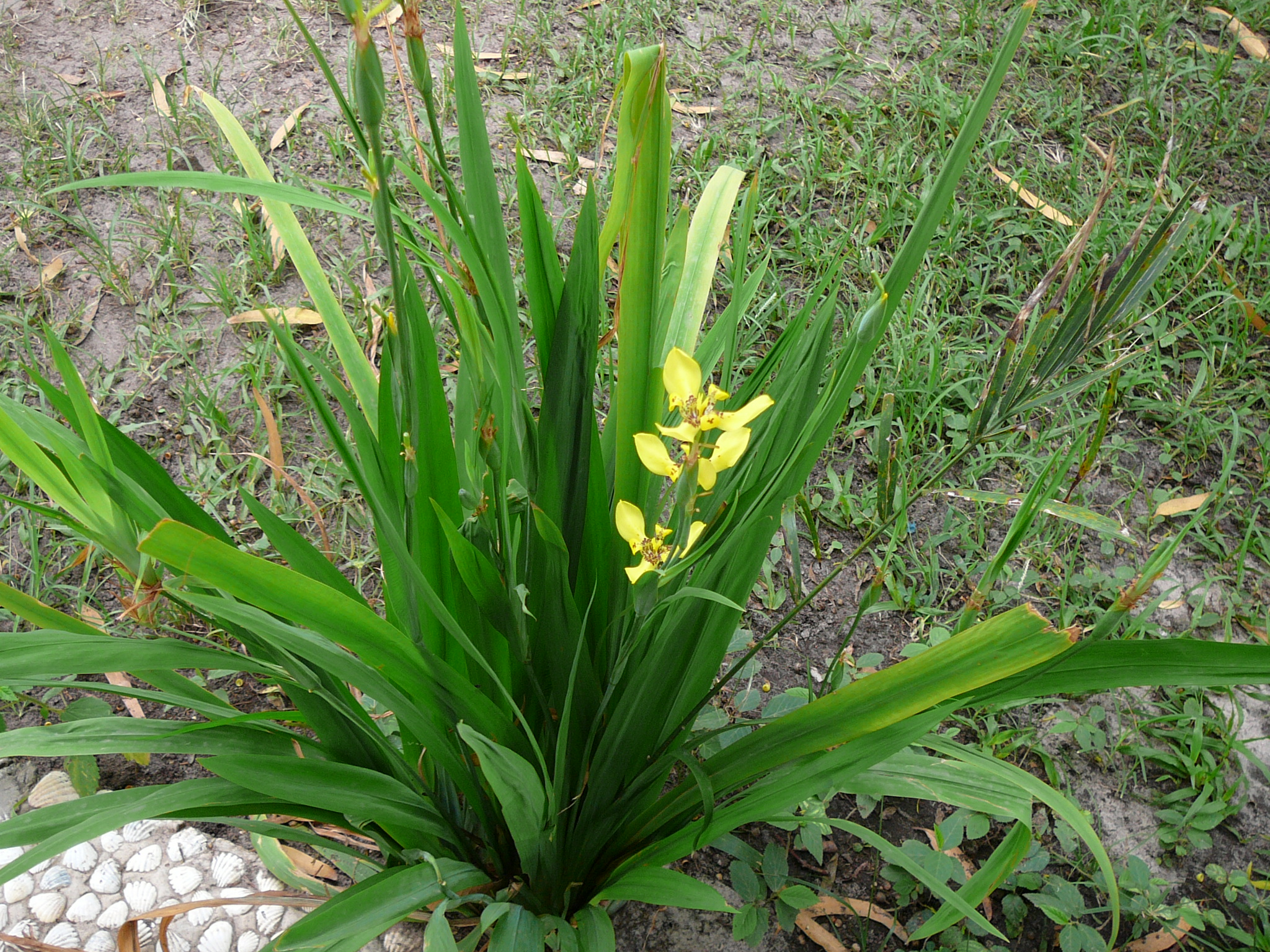
T. spathata

Rodzaj z plemienia Trimezieae, z podrodziny Iridoideae z rodziny kosaćcowatych (Iridaceae).
Wykaz gatunków
- Trimezia barretoi (R.C.Foster) Christenh. & Byng
- Trimezia brachypus (Baker) Ravenna
- Trimezia brevicaulis Ravenna
- Trimezia brevistaminea (Chukr) Christenh. & Byng
- Trimezia campanula Lovo & Mello-Silva
- Trimezia candida (Hassl.) Ravenna
- Trimezia capitellata Ravenna
- Trimezia castaneomaculata (A.Gil & M.C.E.Amaral) Christenh. & Byng
- Trimezia cathartica (Klatt) Niederl.
- Trimezia caulosa Ravenna
- Trimezia chimantensis Steyerm.
- Trimezia cipoana (Ravenna) Christenh. & Byng
- Trimezia coerulea (G.Lodd.) Ravenna
- Trimezia concava (Ravenna) Christenh. & Byng
- Trimezia concolor Christenh. & Byng
- Trimezia datensis (Ravenna) Christenh. & Byng
- Trimezia decora Ravenna
- Trimezia decumbens Ravenna
- Trimezia diamantinensis (Ravenna) Christenh.
- Trimezia eburnea (A.Gil & M.C.E.Amaral) Christenh. & Byng
- Trimezia elegans (Ravenna) Christenh.
- Trimezia exillima Ravenna
- Trimezia fistulosa R.C.Foster
- Trimezia floscella (A.Gil & M.C.E.Amaral) Christenh. & Byng
- Trimezia fosteriana Steyerm.
- Trimezia fulva (Ravenna) Christenh. & Byng
- Trimezia glauca (Seub. ex Klatt) Ravenna
- Trimezia gracilis (Herb.) Christenh. & Byng
- Trimezia guaricana Ravenna
- Trimezia guianensis Ravenna
- Trimezia humilis (Klatt) Ravenna
- Trimezia imbricata (Hand.-Mazz.) Christenh. & Byng
- Trimezia involuta (A.Gil & M.C.E.Amaral) Christenh. & Byng
- Trimezia itacambirae (Ravenna) Christenh. & Byng
- Trimezia itamarajuensis Ravenna
- Trimezia itatiaica Ravenna
- Trimezia jaguatirica Ravenna
- Trimezia juncifolia (Klatt) Benth. & Hook.f.
- Trimezia laevis (Ravenna) Christenh. & Byng
- Trimezia latifolia Ravenna
- Trimezia liebmannii Govaerts
- Trimezia longifolia (Link & Otto) Christenh. & Byng
- Trimezia martinicensis (Jacq.) Herb.
- Trimezia mauroi (A.Gil & M.C.E.Amaral) Govaerts
- Trimezia mogolensis Ravenna
- Trimezia monticola (Klatt) Christenh. & Byng
- Trimezia nana (Lovo & Mello-Silva) Christenh. & Byng
- Trimezia northiana (Schneev.) Ravenna
- Trimezia organensis Ravenna
- Trimezia paradoxa Ravenna
- Trimezia pardina Ravenna
- Trimezia plicatifolia Chukr
- Trimezia portosecurensis Ravenna
- Trimezia pumila (Ravenna) Christenh. & Byng
- Trimezia pusilla Ravenna
- Trimezia recurvata (Ravenna) Christenh. & Byng
- Trimezia rotundata Ravenna
- Trimezia sabini (Lindl.) Ravenna
- Trimezia sancti-vicentei (A.Gil & M.C.E.Amaral) Govaerts
- Trimezia sergipensis (A.Gil & M.C.E.Amaral) Christenh. & Byng
- Trimezia setacea (Klatt) Christenh. & Byng
- Trimezia silvestris (Vell.) Ravenna
- Trimezia sobolifera Ravenna
- Trimezia spathata (Klatt) Baker
- Trimezia speciosa (Chukr & A.Gil) Christenh. & Byng
- Trimezia steyermarkii R.C.Foster
- Trimezia striata (Lovo & Mello-Silva) Christenh. & Byng
- Trimezia synandra (Ravenna) Christenh. & Byng
- Trimezia tenuissima (Ravenna) Christenh. & Byng
- Trimezia truncata Ravenna
- Trimezia unca Ravenna
- Trimezia variegata (M.Martens & Galeotti) Ravenna
- Trimezia warmingii (Klatt) Christenh. & Byng
- Trimezia xyridea (Ravenna) Christenh. & Byng

## Nazewnictwo

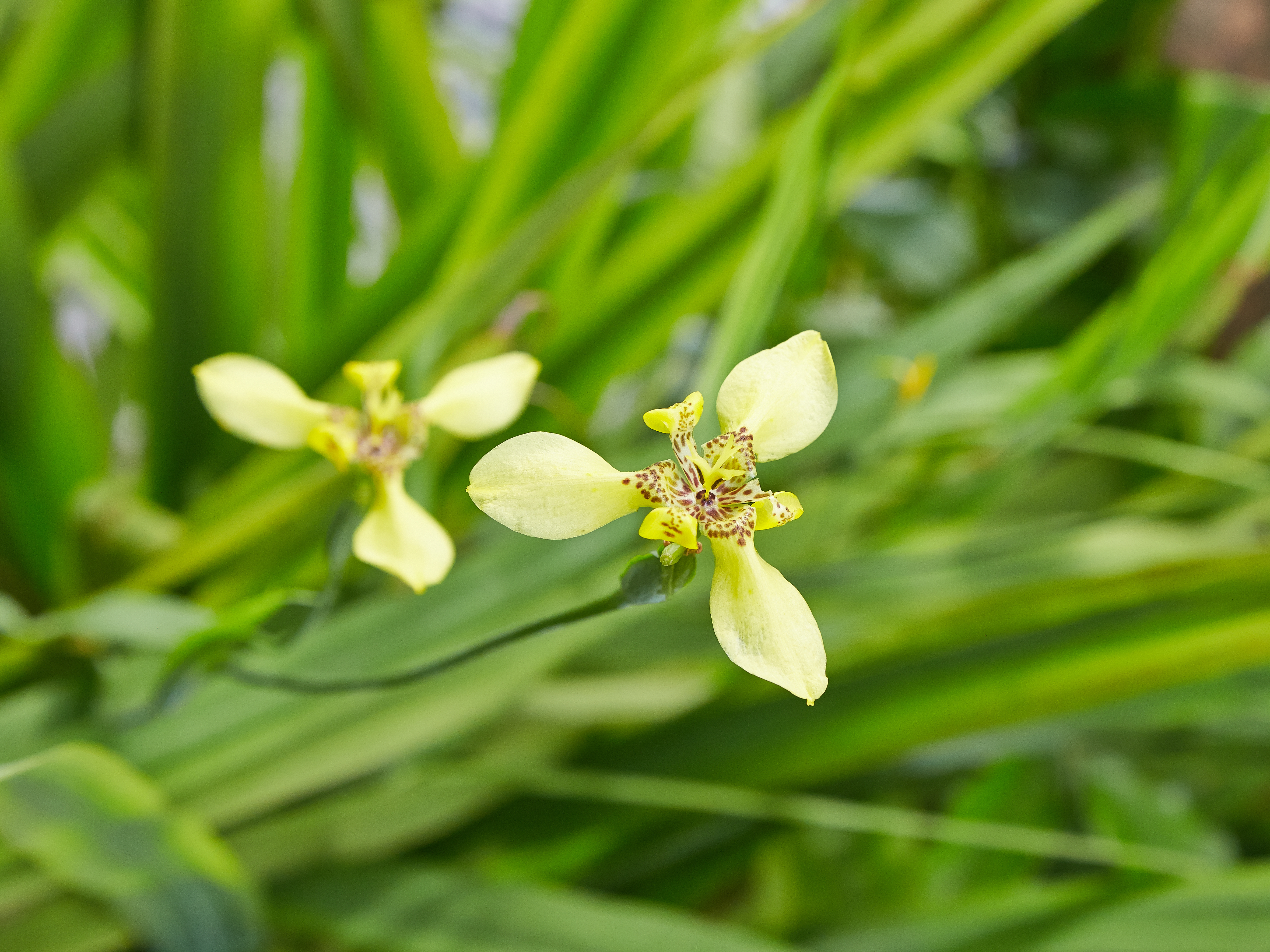
Trimezia steyermarkii

Etymologia nazwy naukowejNazwa naukowa rodzaju pochodzi od greckich słów τριες (tries – trzy) i μείζων (meizon – większy) i odnosi się do trzech listków okwiatu, położonych w zewnętrznym okółku, które są dużo większe od listków położonych w okółku wewnętrznym.
Synonimy taksonomiczne
- Marica Ker Gawl., Bot. Mag. 18: t. 654 (1803), nom. illeg.
- Lansbergia de Vriese, Ned. Kruidk. Arch. 1: 140 (1846).
- Poarchon Allemão, Pl. Novas Brasil 1846: s.p. (1846).
- Xanthocromyon H.Karst., Bot. Zeitung (Berlin) 5: 694 (1847).
- Remaclea C.Morren, Belgique Hort. 3: 1 (1853).
- Galathea Liebm., Index Seminum (C, Hauniensi) 1855: 26 (1855), non. Galatea Cass. ex Less. (1832)
- Cypella Klatt, Linnaea 31: 538 (1862), nom. illeg.
- Neomarica Sprague, Bull. Misc. Inform. Kew 1928: 280 (1928).
- Pseudotrimezia R.C.Foster, Contr. Gray Herb. 155: 8 (1945).
- Anomalostylus R.C.Foster, Contr. Gray Herb. 165: 110 (1947).
- Pseudiris Chukr & A.Gil, Proc. Calif. Acad. Sci., ser. 4, 59: 725 (2008), nom. cons.

## Rośliny lecznicze
T. martinicensis stosowana jest jako środek o działaniu ściągającym. Napar z kłącza stosowany jest na grypę, skąpomocz, brak miesiączki.

## Rośliny ozdobne
Niektóre gatunki uprawiane są jako rośliny ozdobne. Nadają się do uprawy w tropikalnych szklarniach. Są ciepłolubne, wymagają temperatur nie spadających w zimę poniżej 12 stopni w nocy i wysokiej wilgotności. Rosną na glebach lekkich, utrzymujących wilgoć, bogatych w składniki odżywcze. 